# Heliophila filicaulis
Heliophila filicaulis är en korsblommig växtart som beskrevs av Wessel Marais. Heliophila filicaulis ingår i släktet solvänner, och familjen korsblommiga växter. Inga underarter finns listade i Catalogue of Life.